# Julie Maria
Julie Maria Barkou Larsen (født 30. maj 1981 i København), bedre kendt som Julie Maria, er en dansk sangerinde og sangskriver.

## Liv og karriere
Julie Maria er datter af sangerinden Mona Larsen og musikeren Kaare Barkou. Hendes stedfar er jazzbassisten Bo Stief.
Hun debuterede i 2004 med albummet Beautiful Minor. Året efter blev hun kontaktet af tv·2's forsanger Steffen Brandt, der havde hørt hendes plade. Han inviterede Julie Maria i studiet for at synge duetten "Et lykkeligt goodbye", som findes på tv·2-albummet De første kærester på månen (2005). Siden optrådte Julie Maria og Steffen Brandt sammen i bl.a. radioprogrammet Café Hack på P4 og på P3 live, og duoen spillede desuden til en række arrangementer rundt om i landet, hvor de fortolkede hinandens sange.
Inspireret af samarbejdet med Steffen Brandt kastede Julie Maria sig ud i at skrive på dansk, som udmøntede sig i albummet På kanten af virkeligheden, der udkom i 2007 og indeholdt singlerne "Også om dagen" og "Hjerteløv".
Julie Maria sang også kendingssangen "Uden hinanden", sammen med den norske rapper Aslak "Alis" Hartberg, til DRs tv-julekalender Pagten (2009). Singlen modtog i december 2020 guld.
Julie Maria udkom med sit fjerde studiealbum "Kom" i oktober 2012. Første single fra pladen "Ude af mig selv" udkom 2. Juli, og anden single er nummeret "Beat", der blev P3's Uundgåelige og som i øvrigt kommer som musikvideo. Hun har på det nye album taget fuld kontrol over indspilningerne og ladet legen være i centrum. Albummet er indspillet i Medley Studiet i København.
Efterfølgende er numrene: "Alle Spor" og "Jeg vil hellere gå alene" blevet en del af albummet i en særlig bonus track version. Sidst nævnte nummer udkom første gang på minialbummet "7 Sange" i en helt enkel Singer/Songwriter produktion, men begge numre foreligger her i et format, der går fint i tråd med den øvrige albumproduktion.
I 2018 medvirkede Julie Maria også i opsætningen Forbudte Sange, der blev opsat i Aarhus Musikhus og i København.

## Diskografi

### Album
- 2004 - Beautiful Minor
- 2007 - På kanten af virkeligheden
- 2009 - Yaguar
- 2010 - Gør Det Kort
- 2012 - Kom
- 2017 - Danse til vi dør

### EP'er
- 2008 - På vej ud over kanten (Remix EP)
- 2011 - Syv sange

Singler
- 2009 - Pagten (fra DRs julekalender)